# Centro de Arte La Estancia

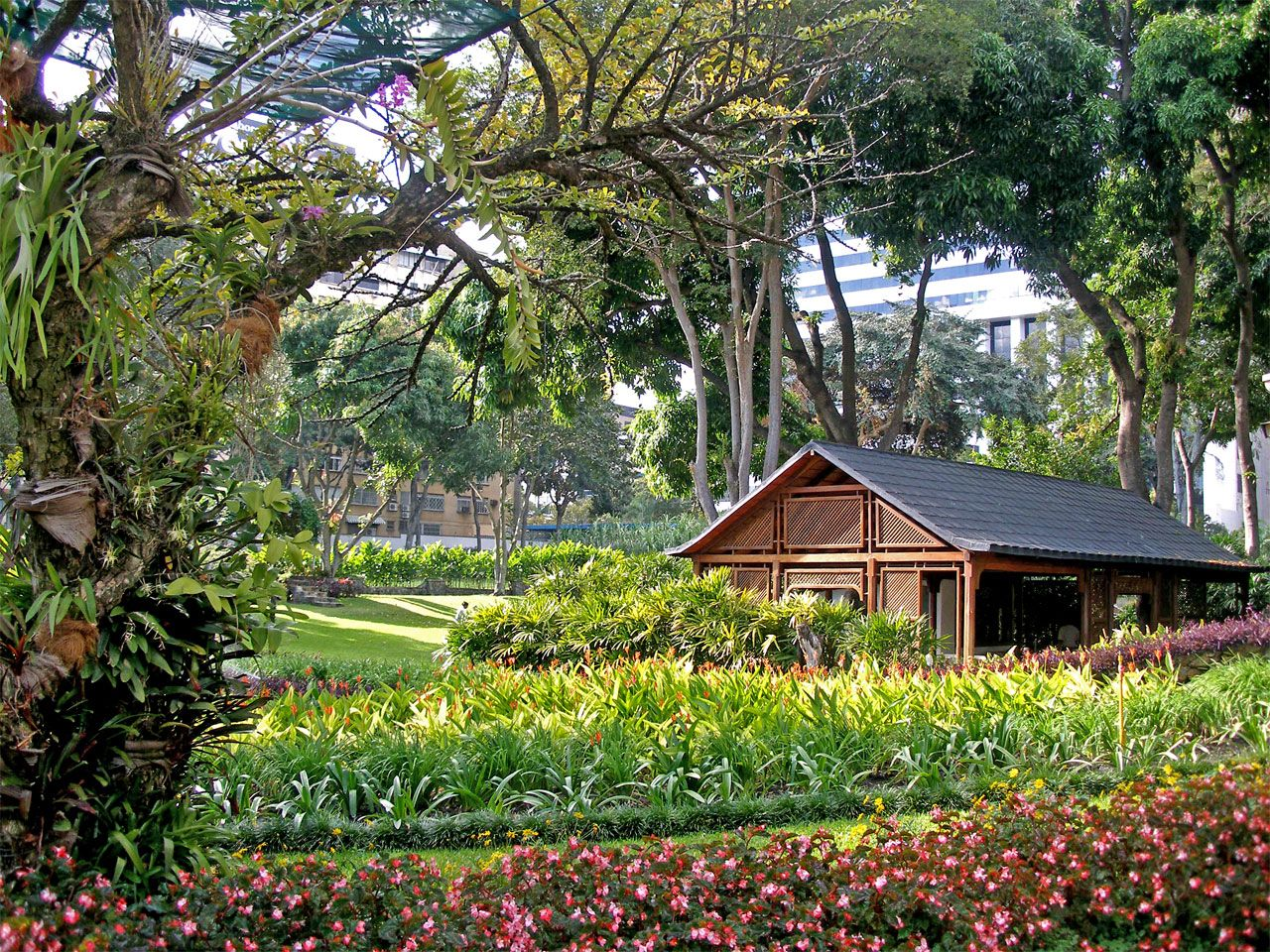
Vista do centro cultural.

O Centro de Arte La Estancia (oficialmente PDVSA Centro de Arte La Estancia) é um centro cultural localizado em uma antiga fazenda colonial de Caracas. A instituição possui entre as suas funções a restauração, a promoção e a difusão do patrimônio histórico e artístico venezuelano. Também tem como propósito, os programas de desenvolvimento sociais e fortalecimento da identidade cultural nacional. 
Em seus espaçoes realizam-se importantes exposições de arte de caráter nacionais e internacionais, relacionadas à fotografía, design, arte tridimensional, peças teatrais, concertos, seminários, concursos e conferências.